# Tamás Iváncsik
Tamás Iváncsik [ˈtɒmaːʃ ˈivaːnʧik] (* 3. April 1983 in Győr, Ungarn) ist ein ehemaliger ungarischer Handballspieler. Er ist 1,80 m groß.
Iváncsik, der zuletzt für den norwegischen Erstligisten Elverum Håndball spielte und für die ungarische Männer-Handballnationalmannschaft (Rückennummer 9) auflief, wurde meistens auf Rechtsaußen eingesetzt.

## Karriere
Wie sein älterer Bruder Gergő Iváncsik begann auch Tamás Iváncsik in Graz bei HC Steyr Auto Graz mit dem Handballspielen, wo sie gemeinsam 1994 bei der österreichischen Meisterschaft der U 12 den 2. Platz belegten. Seit 1995 spielte er in seiner Heimatstadt bei Győri ETO KC. Dort debütierte er 1999 in der ersten Herren-Mannschaft. Während sein Bruder bereits 2000 zum Serienmeister Fotex Veszprém ging, blieb Tamás zunächst in seiner Heimatstadt und erreichte mit seinem Team 2003 die Play-offs der ungarischen Meisterschaft, woraufhin er zum Ligakonkurrenten Tatabánya Carbonex KC wechselte. Dort erreichte er ebenfalls zweimal hintereinander die Play-offs und zog 2006 weiter zum Spitzenclub Dunaferr SE. 2007 ging er zum Serienmeister MKB Veszprém, wo bereits sein Bruder spielt. 2008 gewann er mit Veszprém den Europapokal der Pokalsieger. In der Saison 2014/15 lief er auf Leihbasis für Balatonfüredi KSE auf. Danach wechselte er zu dem rumänischen Verein HC Minaur Baia Mare. Nachdem HC Minaur Baia Mare in finanzielle Schwierigkeiten geraten war, schloss er sich im Januar 2016 dem norwegischen Erstligisten Elverum Håndball an. Mit Elverum gewann er 2016 die norwegische Meisterschaft. Im Sommer 2017 beendete er seine Karriere.
Tamás Iváncsik bestritt 113 Länderspiele für die ungarische Männer-Handballnationalmannschaft. Er nahm auch an der Handball-Weltmeisterschaft der Männer 2007 in Deutschland teil und belegte mit seinem Team den 9. Platz.

## Erfolge
- Ungarischer Meister: 2007/08, 2008/09, 2009/10, 2010/11, 2011/12, 2012/13, 2013/14
- Ungarischer Pokalsieger: 2008/09, 2009/10, 2010/11, 2011/12, 2012/13, 2013/14
- Europapokal der Pokalsieger: 2008
- Norwegischer Meister: 2015/16